# カレン・ケイ
カレン・ケイ（出生名：Judith Adrienne Pringle、1947年7月18日 - ）はイギリスのミュージシャンである。音楽バンドジャミロクワイのリーダーのジェイ・ケイの母親として有名。カレンは芸名である。

## 生涯
イギリス中部のブラックバーンでプリングル家に生まれるが、幼い時期に母が亡くなってしまったため近隣の街に住むチーサム家の養子になる事になり、苗字をチーサムと改名されて育つ。
幼い頃から歌うことが好きで、15歳でプロのジャズシンガーとして歌い始め、16歳の時にはビートルズのバックコーラスに合格しドイツのハンブルク公演で歌った。この頃芸名をカレンと自分で名付けた。
1969年、22歳の時にデイビッド(長男)とジェイソン(次男)と言う一卵性双生児を出産するが、デイビッドは生後6週間で他界してしまう。ジェイソンは健康に育った後、ジェイ・ケイとして音楽バンドジャミロクワイのリーダー兼ボーカルとしてグラミー賞を取ったり、アルバムを3500万枚売るなど大成功を収める。
子供たちの父親であるポルトガル人ギタリストのルイス・サライヴァは子供と一緒に暮らす事はなかったため一人で育てる事になった。歌手としてのキャリアのため、また、生活のためにラスベガスやナイジェリアや南アフリカに1歳に満たない頃から息子を連れて歌手活動を行った。イギリス国内でも歌手活動を行い、仕事が途絶える事はなかったものの豊かとは言えない暮らしの時期もあった。息子を連れて様々な都市の劇場で歌手活動を見せながら育てたため、後にジェイ・ケイは、自分の歌の技術や喉の使い方は母から影響されたと語っている。またジェイ・ケイをデビュー前からよく知るDJは、ジェイがステージでの魅せ方を心得ているのはカレンのステージを見て育った事が大きいと分析している。
息子ジェイの幼少期にマービン・ケイと言う人物と結婚したため苗字がケイとなり、カレン・ケイとして芸能活動をする。マービンについてカレンが言及した事はないが、ジェイはメディアでマービンを「父」と呼ぶ事もあり、父はアストンマーティンのV8を所有しておりスピードの速い車が好きな人物だったと語った。
舞台歌手としては、リトル・ハーウッドにある劇場の1979年度の年間看板歌手になった。
テレビでは、ロンドン・マネージメント・カンパニーという芸能事務所に所属して以下のテレビ番組にて歌手やタレント活動を行なった。特に大きな仕事として1983年にBBC2で自分の名前の冠番組(歌番組)を持っていた事がある。
- 1967年：Three of a Kind (BBC)[2][12]
- 1972年：Who do you do? (BBC)[1]
- 1978年：Lennie and Jerry (BBC)[1]
- 1983年：Karen Kay (BBC)[1]

1992年に息子がデビューして以来カレン・ケイには共演依頼が殺到したが、息子のイメージの邪魔にならないためを思いこれまで一度も共演はなく、息子に関するインタビューも断っている。しかしジェイ・ケイ側は折に触れて母との思い出を語り、何かの賞を受賞する度に感謝する人物として必ず母の事を口にし、その口調から非常に母を尊敬しており関係が良好である事がうかがえる。一般客に紛れて息子のコンサートを時々見に行っている。

## 人物
- ビートルズのファンクラブに入っており、会員番号は64番という極めて若い番号である[5]
- 1970年代はトライアンフ・ヘラルド社製の1360コンバーチブルに乗っていた[14]
- 毛糸の編み物ができる
- 次男ジェイ・ケイとトビー・スミスが初めて一緒に音楽活動をしたのはカレン宅だったそう。ジャミロクワイのデビュー曲「When You Gonna Learn (邦題；いつになったら気づくんだい)」の編曲を行なったそう[15]。